# Akademio Literatura de Esperanto
Akademio Literatura de Esperanto (ALE) – esperancka organizacja, powołana do życia 24 lipca 2008 w Rotterdamie. Jej głównym zadaniem jest wspieranie rozwoju oraz podnoszenie poziomu literatury esperanckiej, a także jej promocją w- oraz poza ruchem esperanckim. Kontynuuje ona dzieło niegdysiejszej Esperantlingva Verkista Asocio (EVA), założonej w 1983 roku. Organizacja współpracuje z Powszechnym Stowarzyszeniem Esperantystów. Przewodniczącym Akademio Literatura de Esperanto jest Mauro Nervi.